# Galanggang (Batujajar)
Galanggang is een bestuurslaag in het regentschap Bandung Barat van de provincie West-Java, Indonesië. Galanggang telt 18.686 inwoners (volkstelling 2010).